# Frederik van Blankenheim
Frederik van Blankenheim (Kasselburg (Pelm, Eifel), ca. 1355 - Kasteel Ter Horst (Loenen), 9 oktober 1423) was bisschop van Straatsburg van 1375 tot 1393 en van Utrecht van 1393 tot 1423.

## Straatsburg en Utrecht
Frederik van Blankenheim studeerde rechten in Parijs en werd in 1375 benoemd tot bisschop van Straatsburg. Zijn bewind was daar geen succes, en met de hulp van hertog Willem van Gelre werd hij overgeplaatst naar Utrecht, waar hij zich als een bekwaam bestuurder ontpopte. Hij wist, gesteund door de partij van de Lichtenbergers, zijn rechten te doen gelden tegenover de steden in het bisdom, de Stichtse adel en de omringende vorsten van Holland en Gelre. Hij versterkte het bisschoppelijke gezag in het Oversticht en dwong tijdens de zogenoemde Groninger Oorlog ook de stad Groningen zijn gezag te erkennen. In 1407 schonk hij stadsrechten aan Coevorden.

## Oorlogen
Als bondgenoot van graaf Willem VI van Holland nam hij deel aan de Arkelse oorlogen van 1405, waardoor hij Hagestein in bezit kreeg. De Hollandse partijstrijd rond Jacoba van Beieren dwong de bejaarde bisschop in 1419-1422 nog een oorlog met Holland en Gelre uit te vechten, waarin het Sticht zich met moeite staande kon houden.

## Kerkelijke zaken
Kerkelijke zaken nam hij niet persoonlijk waar. Die werden behandeld door een goed georganiseerd gedelegeerd bestuur. De in zijn plaats optredende suffragaan (wijbisschop) was Hubertus Schenck (titulair bisschop van Hippus in Palestina, episcopus Yppusensis).
 Hij was tijdelijk administrator van het prinsbisdom Bazel (1391-1393), waar Imer van Ramstein was afgetreden.
Hij was een beschermer van de Moderne Devotie, belichaamd in de Broeders en Zusters des Gemeenen Levens.

## Regent van Nassau-Weilburg en Saarbrücken
Na het overlijden van gravin Johanna van Saarbrücken in oktober 1381 nam Frederik de voogdij over haar minderjarige kinderen over. Frederik was regent van de graafschappen Nassau-Weilburg en Saarbrücken voor graaf Filips I totdat deze in 1385 meerderjarig werd verklaard.

## Overlijden
Frederik van Blankenheim werd begraven in de dom van Utrecht.
- Biografisch Portaal: 94609020
- Digitale Bibliotheek voor de Nederlandse Letteren: blan033
- Gemeinsame Normdatei: 136009727
- Historisch woordenboek van Zwitserland: 012512
- International Standard Name Identifier: 0000 0000 5733 7182
- Nederlandse Thesaurus van Auteursnamen: 074275496
- Virtual International Authority File: 80426626
- WorldCat: E39PBJj8TcmgdgdX6J7Xcgv4MP